# تاسکیگی (آلاباما)
تاسکیگی (به انگلیسی: Tuskegee) ‎/[invalid input: 'icon']tʌsˈkiːɡiː/‎ شهرکی در شهرستان میکن ایالت آلاباما است که مساحت آن ۴۲٫۴۱ کیلومترمربع است و در سرشماری سال ۲۰۱۰ میلادی، ۹٬۸۶۵ نفر جمعیت داشته و تراکم جمعیتی آن، ۲۳۲٫۶۱ نفر در کیلومترمربع بوده‌است.

## دانشگاه تاسکیگی
دانشگاه تاسکیگی یکی از دانشگاه‌های قدیمی آمریکا می‌باشد که در شهر تاسکیگی، ایالت آلابامای آمریکا واقع است. این دانشگاه در ۴ ژوئیه ۱۸۸۱ تأسیس شده‌است که در دوره‌های لیسانس، فوق لیسانس، دکتری و پسادکتری دانشجو می‌پذیرد. وب سایت دانشگاه:
www.tuskegee.edu
این دانشگاه از قدیم دانشگاهی برای سیاه پوستان است و بوکرتی واشنگتن آنرا بنا گذاشته است.

## نگارخانه

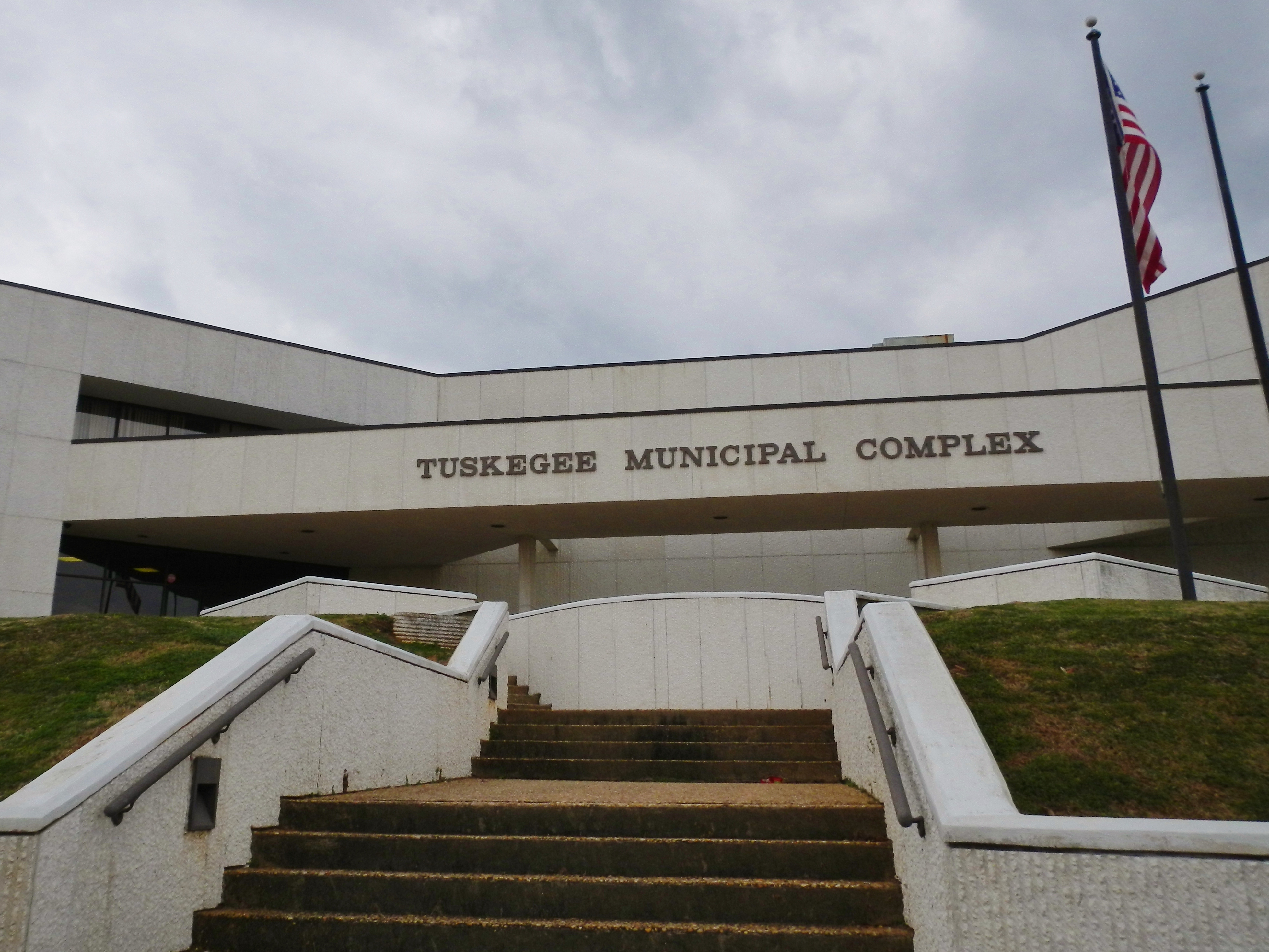
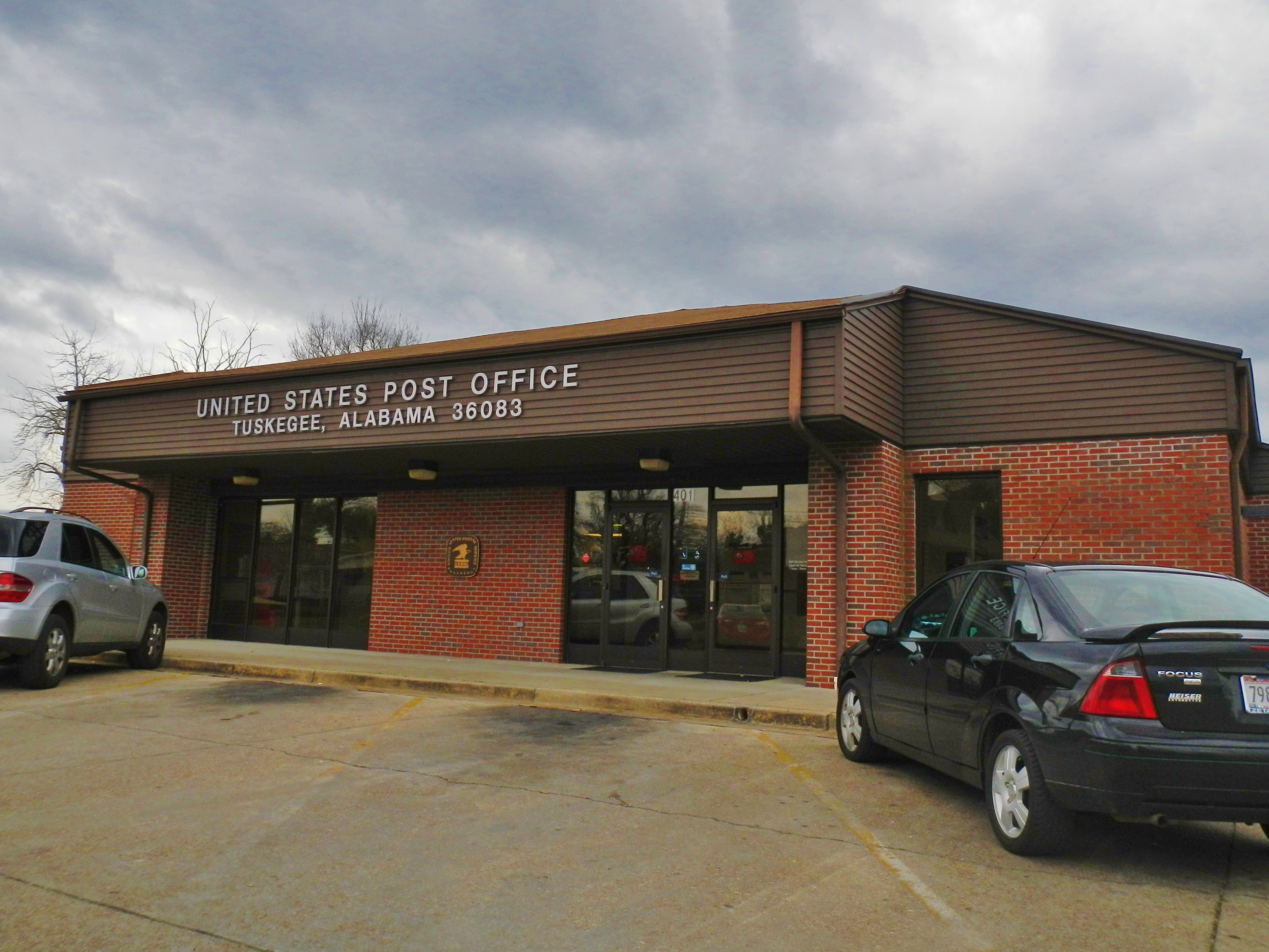
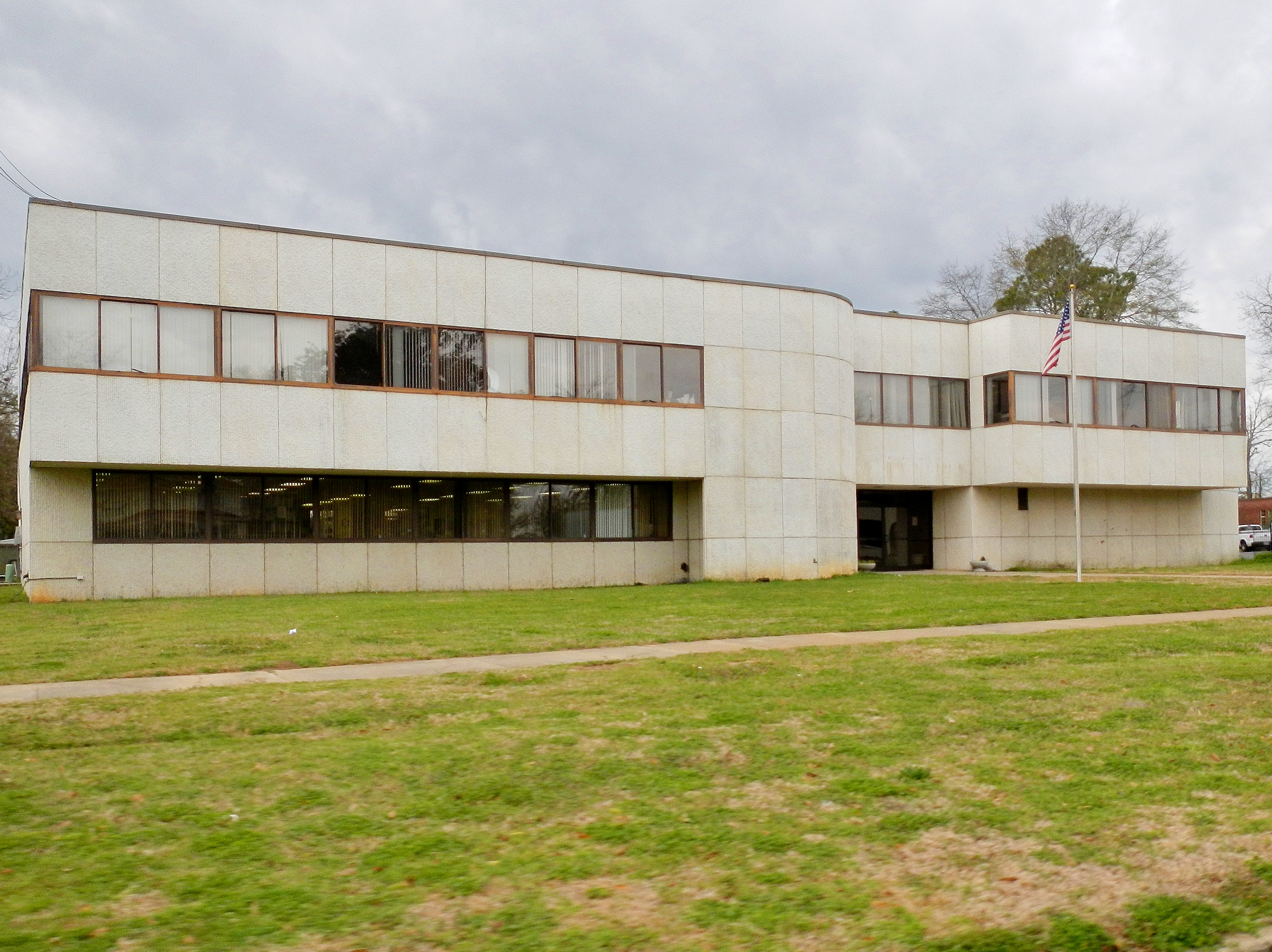
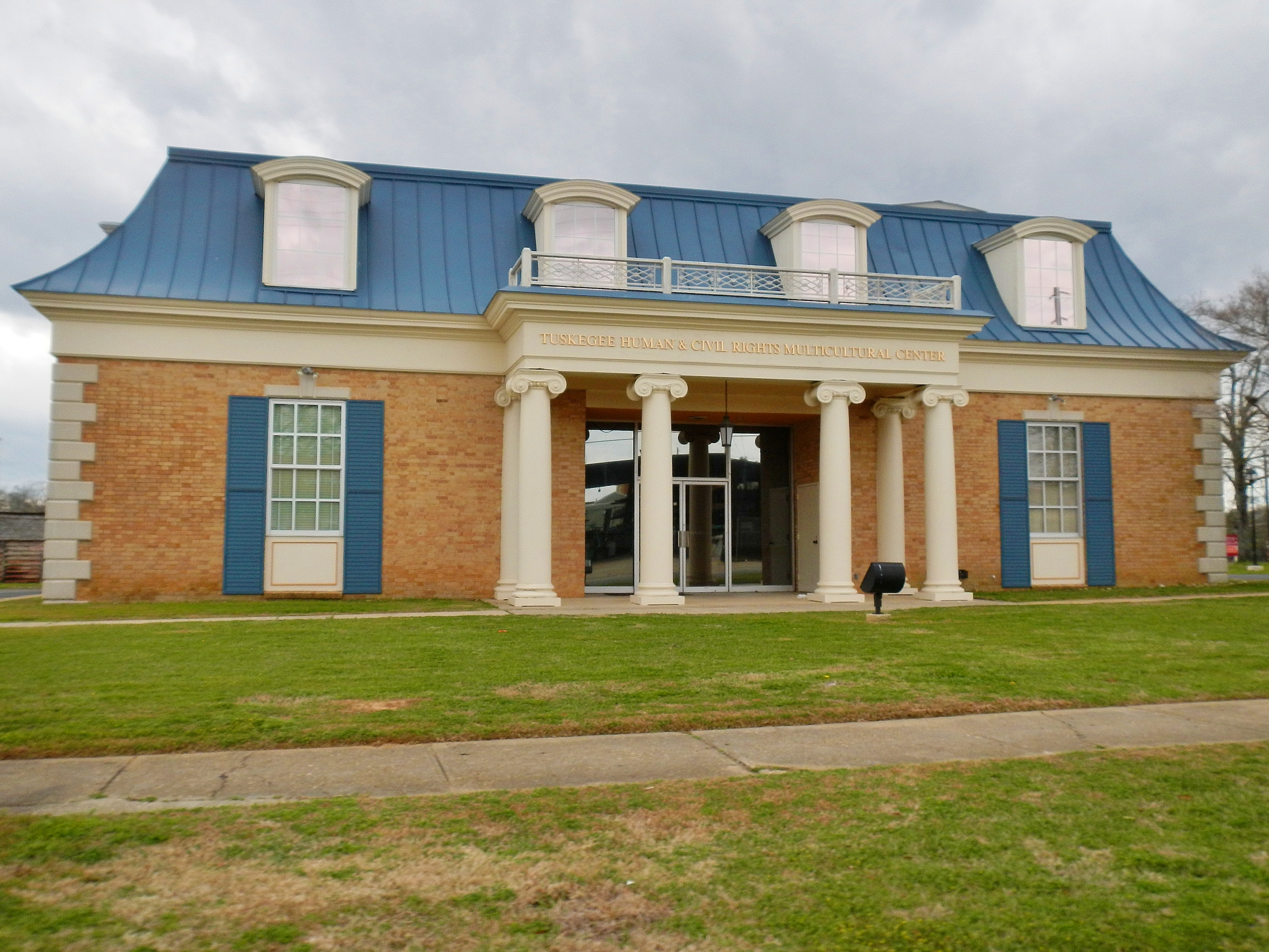
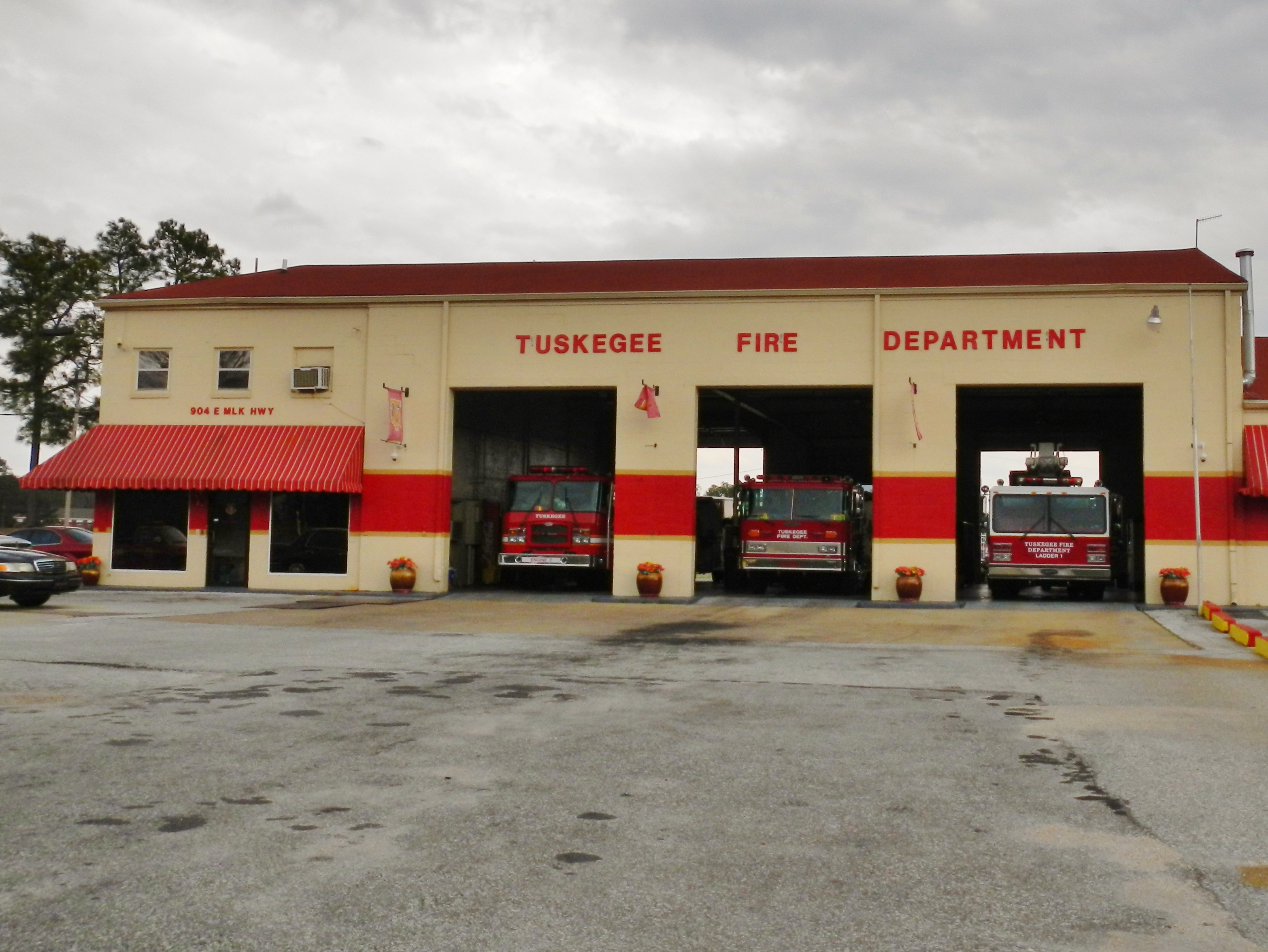
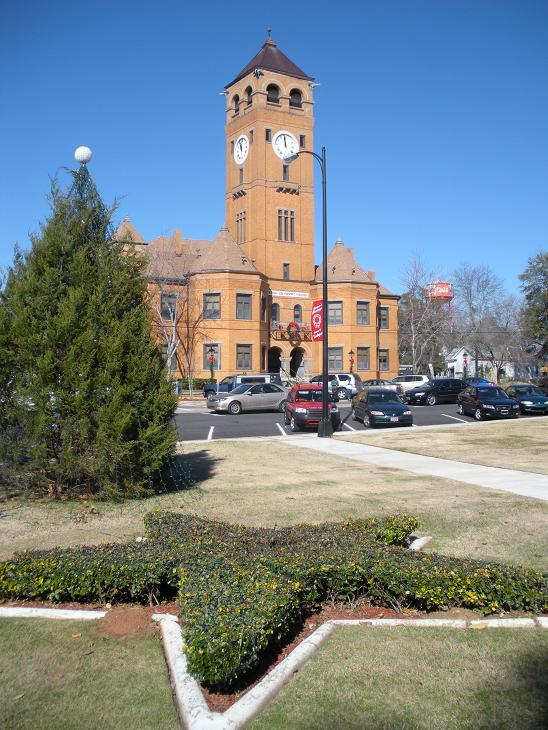
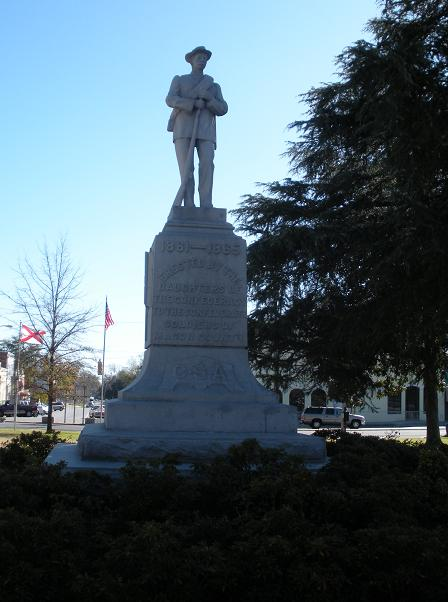
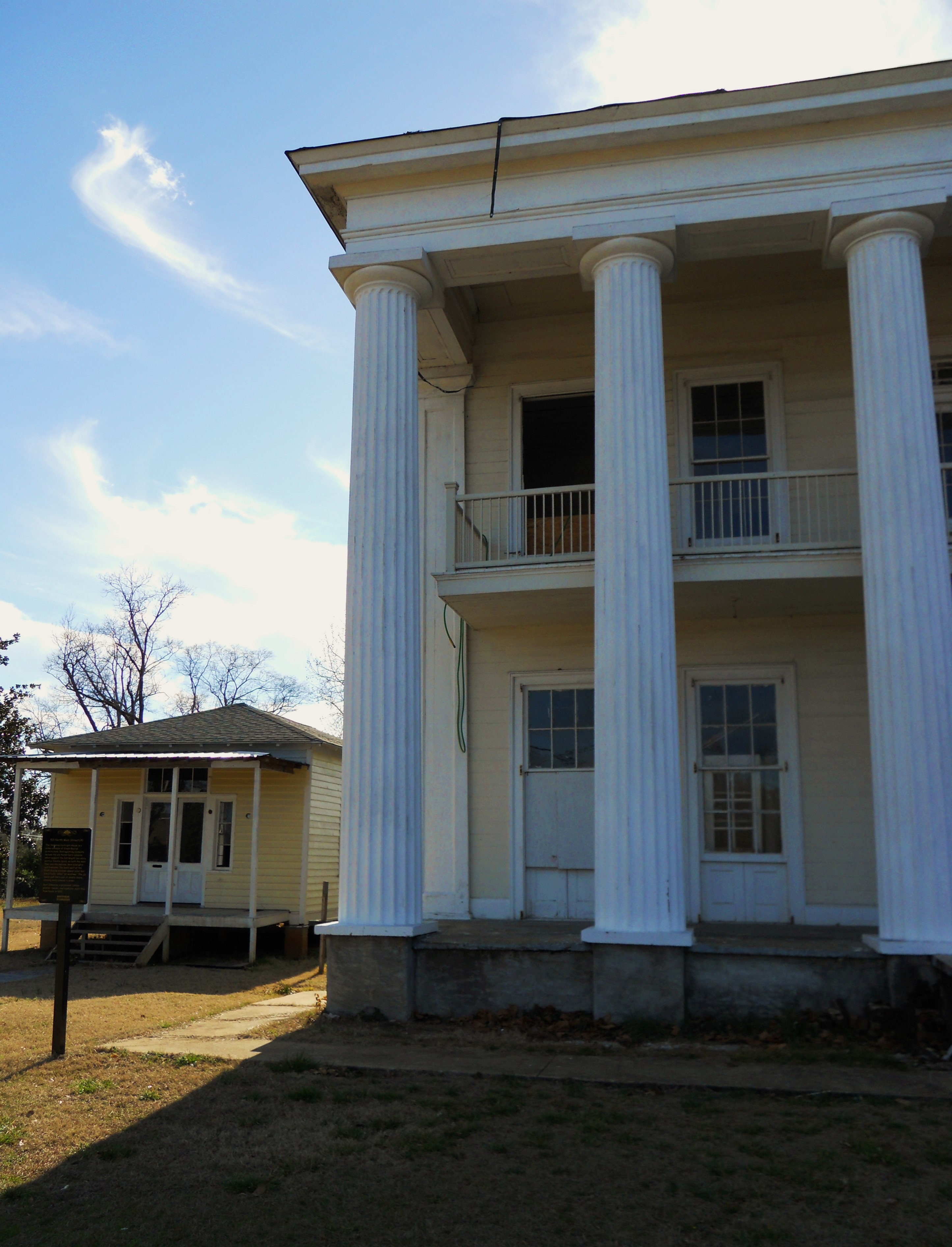
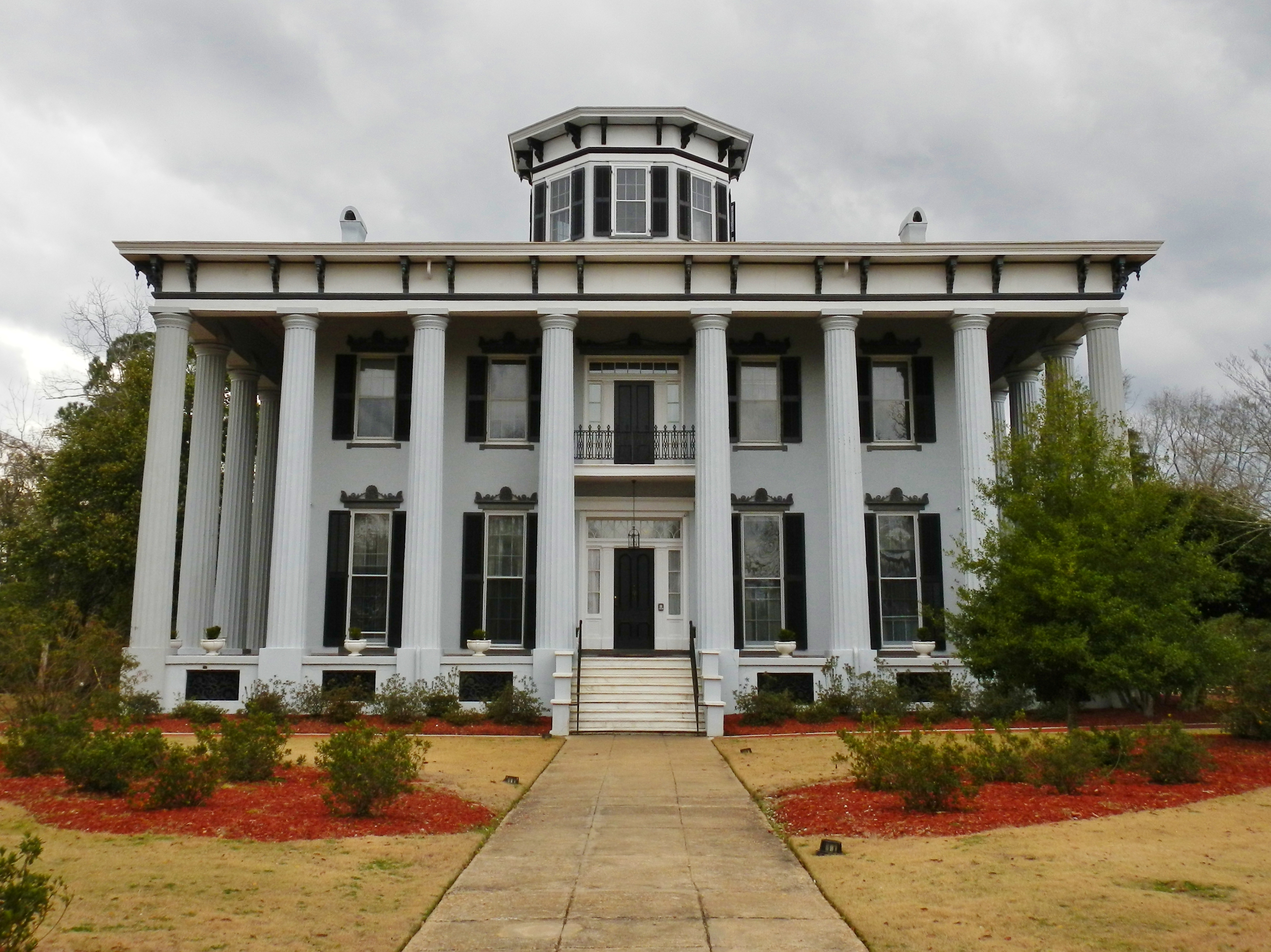
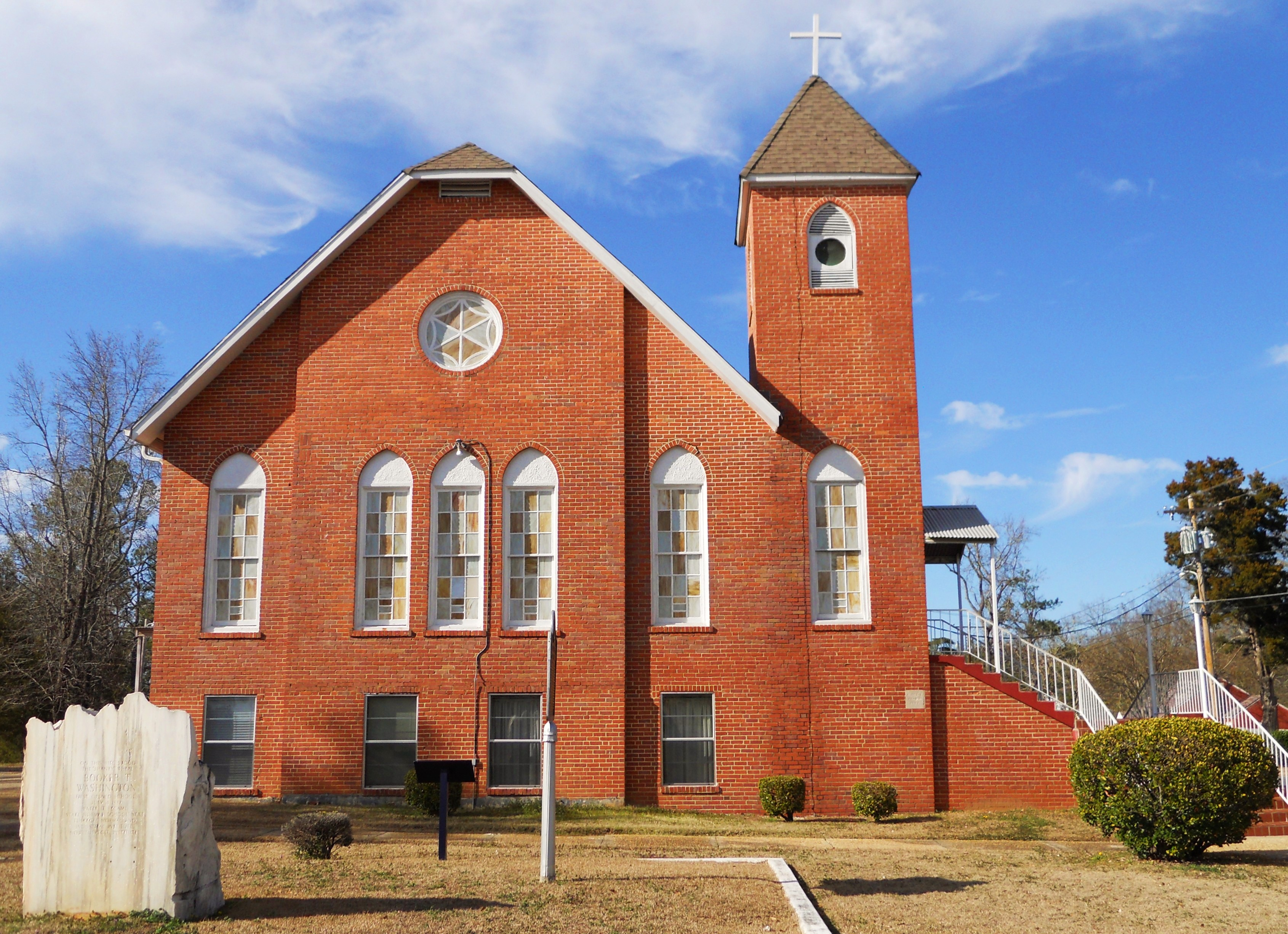
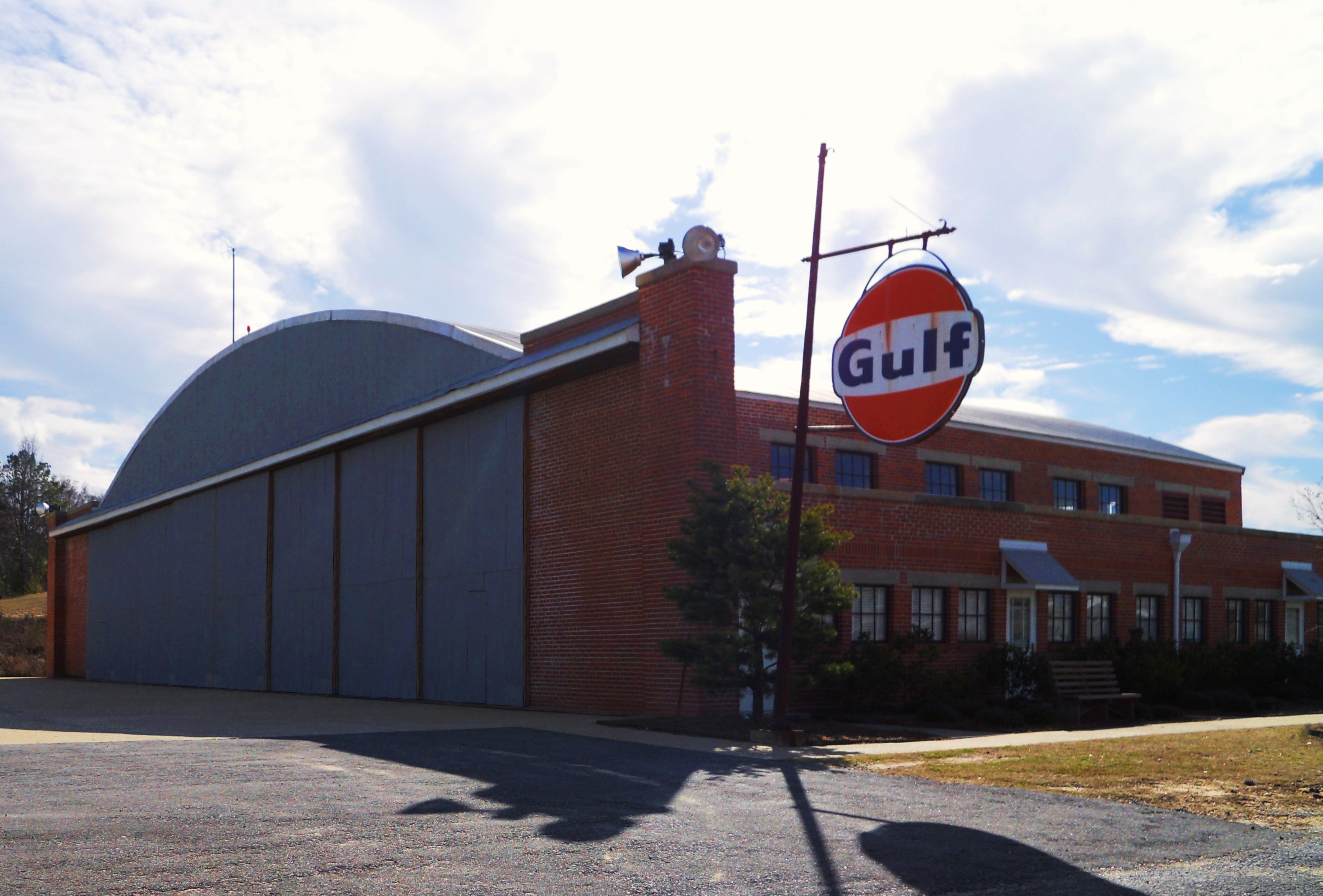
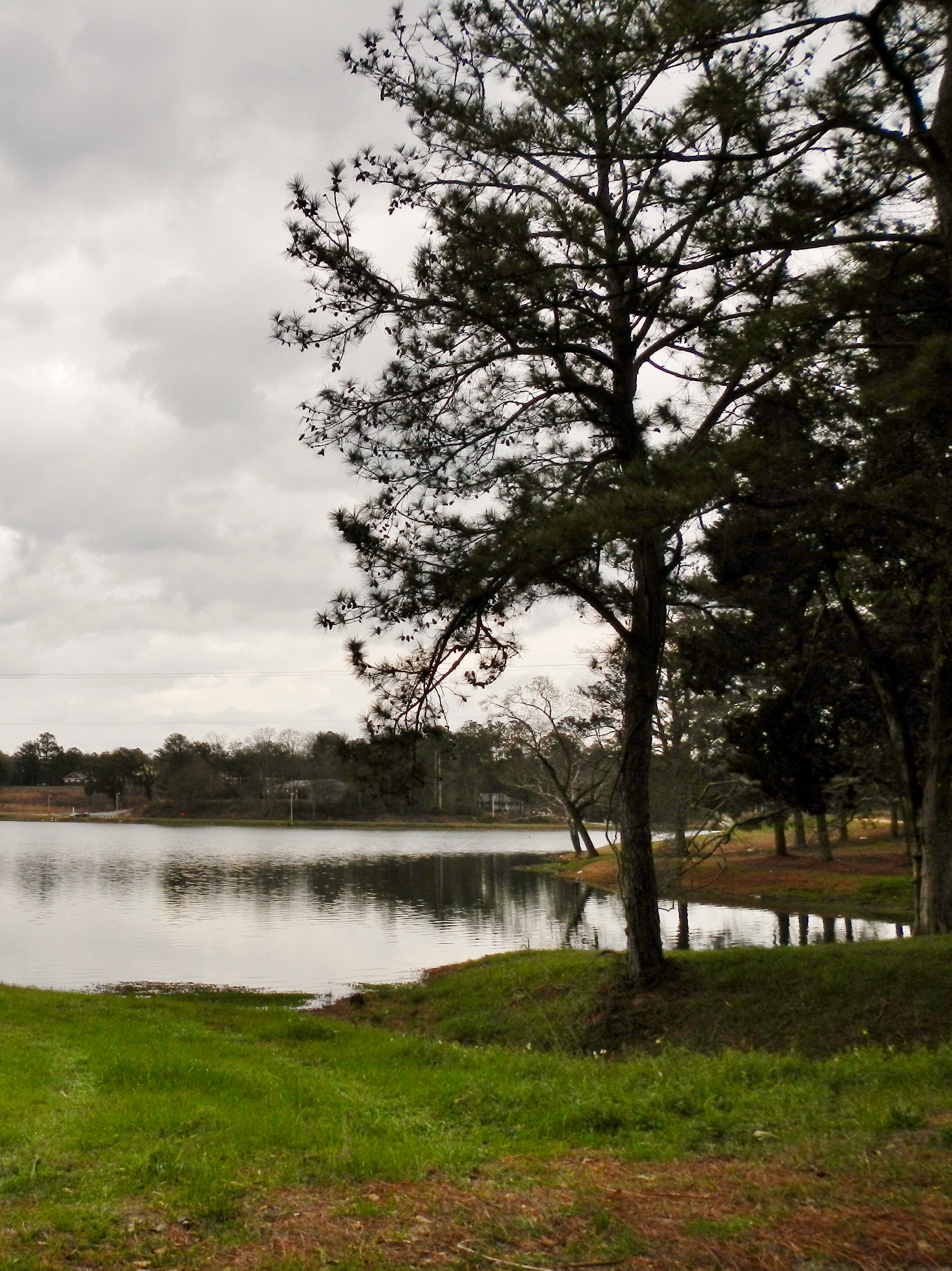